# Nalec
Nalec (em catalão e oficialmente) ou Nalech (em castelhano) é um município da Espanha na comarca de Urgel, província de Lérida, comunidade autónoma da Catalunha. Tem 9,3 km² de área e em 2021 tinha 88 habitantes (densidade: 9,5 hab./km²).

## Demografia
| Variação demográfica do município entre 1991 e 2004 [carece de fontes?] | Variação demográfica do município entre 1991 e 2004 [carece de fontes?] | Variação demográfica do município entre 1991 e 2004 [carece de fontes?] | Variação demográfica do município entre 1991 e 2004 [carece de fontes?] |
| ----------------------------------------------------------------------- | ----------------------------------------------------------------------- | ----------------------------------------------------------------------- | ----------------------------------------------------------------------- |
| 1991                                                                    | 1996                                                                    | 2001                                                                    | 2004                                                                    |
| 103                                                                     | 104                                                                     | 101                                                                     | 92                                                                      |